# Falkenfels

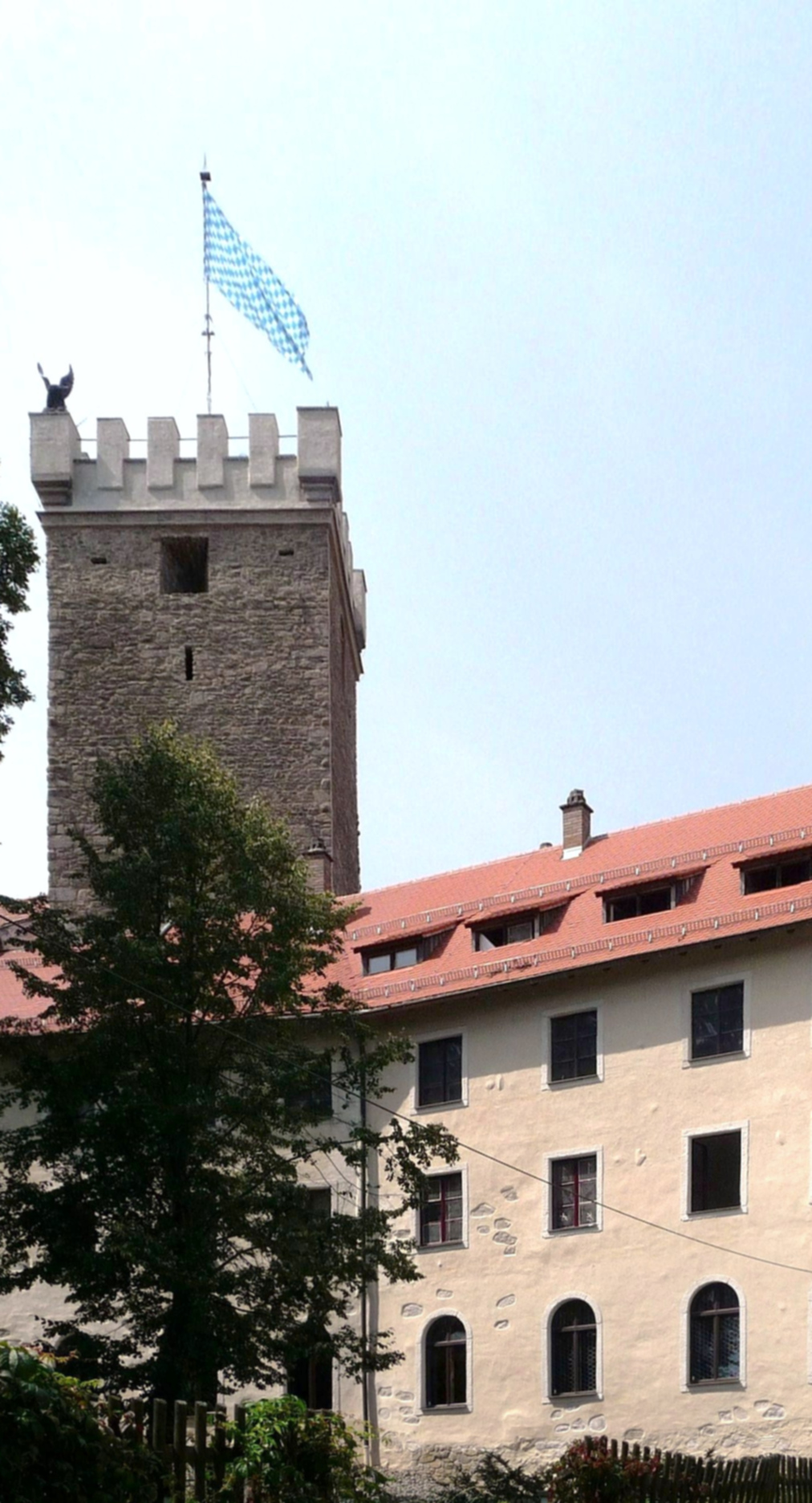
Burg Falkenfels

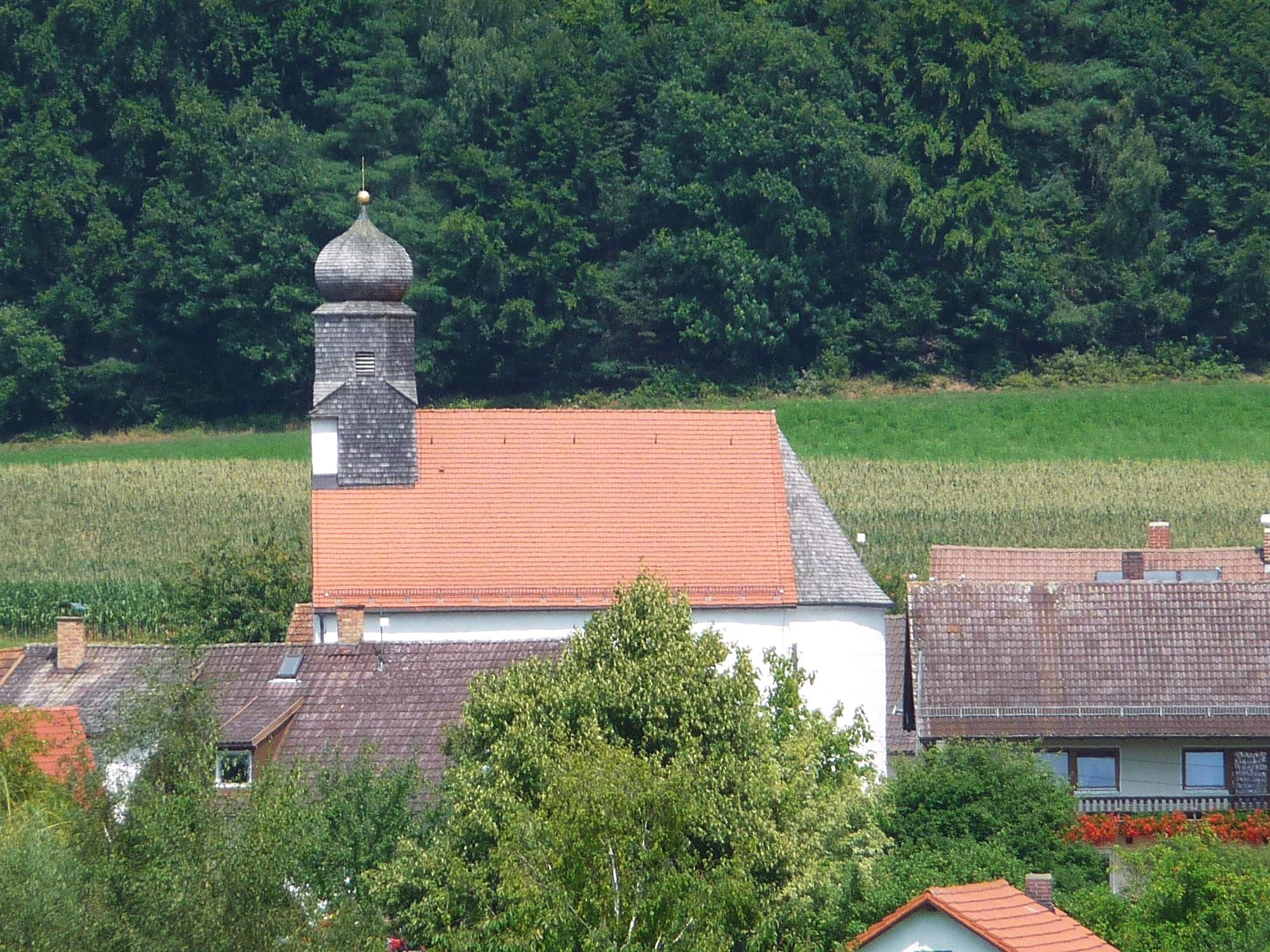
Die Kirche St. Nikolaus

Falkenfels ist eine Gemeinde im niederbayerischen Landkreis Straubing-Bogen.

## Geografie
Die Gemeinde liegt in der Planungsregion Donau-Wald etwa 15 Kilometer nördlich der Stadt Straubing.

### Gemeindegliederung
Es gibt elf Gemeindeteile (in Klammern ist der Siedlungstyp angegeben):
- Falkenfels (Kirchdorf)
- Hirschberg (Dorf)
- Holzmühle (Einöde)
- Riederszell (Dorf)
- Roth (Weiler)
- Rothmühl (Einöde)
- Sankt Johann (Einöde)
- Siglbrunn (Dorf)
- Socka (Weiler)
- Stegmühl (Einöde)
- Weinfurth (Weiler)

Es gibt nur die Gemarkung Falkenfels.
Die Ortschaft Falkenfels besteht aus den drei Ortsteilen, welche sich durch die Hauptstraßen abgrenzen. Den Abschnitt nördlich der Bayerwaldstraße bezeichnet man auch als „Oberdorf“, den südlich davon gelegenen Teil „Dorf“. Der Teil des Dorfes, der weiter südlich entlang der Oberhoferstraße ab dem Friedhof liegt, wird „Oberhof“ genannt.

## Geschichte

### Bis zur Gemeindegründung
Um 1100 erbauten die Grafen von Bogen hier die Burg Falkenfels. Falkenfels gehörte später den Freiherren von Buchstätt. Der Ort war Teil des Kurfürstentums Bayern und bildete eine geschlossene Hofmark, deren Sitz Falkenfels war.
Es folgten um 1300 die Ritter Hohenfels und das Rittergeschlecht Falkenstein, 1425 bis 1487 die Ritter Frauenberg, die Brüder Pausdorf bis zum Dreißigjährigen Krieg, 1650 bis 1796 die Reichsherrn Freiherrn von Weichs, 1796 bis 1821 Franz von Buchstetten, 1821 die 1918 die Familie von Lang, 1918/19 Albert und Ernst Sättler, 1919 bis 1931 Graf Paul Frederik Schimmelmann. Nach 1931 wechselte die Burg häufig die Besitzer.
Im Zuge der Verwaltungsreformen in Bayern entstand mit dem Gemeindeedikt von 1818 die heutige Gemeinde.

### Ehemalige Gemeindeteile
1970 wurde der Gemeindeteil Kragnmühl nach Wiesenfelden ausgegliedert. Die heutige Wüstung Dexenhof wurde letztmals bei der Volkszählung von 1970 als Gemeindeteil geführt. Die ehemaligen Gemeindeteile Forst und Oberhof wurden dem Gemeindeteil Kirchdorf Falkenfels zugeschlagen, nachdem die Orte baulich verbunden waren.

### Einwohnerentwicklung
Im Zeitraum 1988 bis 2018 wuchs die Gemeinde von 710 auf 1050 um 340 Einwohner bzw. um 47,9 %.
| Jahr | Hauptort       | Gemeinde       |
| ---- | -------------- | -------------- |
| 1840 |                | 0657 Einwohner |
| 1861 | 0313 Einwohner | 0715 Einwohner |
| 1867 |                | 0700 Einwohner |
| 1871 | 0319 Einwohner | 0707 Einwohner |
| 1875 | 0342 Einwohner | 0730 Einwohner |
| 1885 |                | 0753 Einwohner |
| 1900 | 0314 Einwohner | 0758 Einwohner |
| 1925 | 0312 Einwohner | 0748 Einwohner |
| 1950 | 0407 Einwohner | 0871 Einwohner |
| 1961 | 0274 Einwohner | 0748 Einwohner |
| 1970 | 0333 Einwohner | 0772 Einwohner |
| 1987 | 0522 Einwohner | 0715 Einwohner |
| 1991 |                | 0752 Einwohner |
| 1995 |                | 0792 Einwohner |
| 2000 |                | 0885 Einwohner |
| 2005 |                | 1013 Einwohner |
| 2010 |                | 1007 Einwohner |
| 2015 |                | 1030 Einwohner |
| 2016 |                | 1034 Einwohner |
| 2019 |                | 1040 Einwohner |

## Politik
Die Gemeinde ist Mitglied der Verwaltungsgemeinschaft Mitterfels.
Erster Bürgermeister ist Ludwig Ettl (Freie Wähler). Er wurde im Jahr 2002 Nachfolger von Max Kienberger (CSU/Unabhängige Bürger). Bei der Wahl 2020 wurde er für weitere sechs Jahre bestätigt.

### Wappen
| Wappen von Falkenfels | Blasonierung: „In Silber über rotem Zinnenschildfuß mit drei Zinnen eine gestürzte schwarze Spitze, darin ein auffliegender goldener Falke.“ |
| Wappen von Falkenfels | Wappenbegründung: Die Zinnen im Schildfuß stehen für die historisch bedeutende Höhenburg Falkenfels, deren Bergfried aus dem 13. Jahrhundert noch erhalten ist. Den optischen Mittelpunkt des Wappens bildet der Falke, zugleich redendes Bild für Falkenfels und Wappentier der Falkensteiner von Falkenfels, die im Spätmittelalter die Burg Falkenfels in Besitz hatten und im 14. Jahrhundert als niederbayerische Landstände genannt werden. Die schwarze Spitze erinnert an die Freiherren von Weichs, die von 1607 bis 1796 Burgherren waren. Die Farben Silber und Rot spielen noch auf weitere Inhaber der Burg, die Paulsdorfer (um 1480–1525) und die Seyboldsdorfer (1525–1607), an; beide führten Wappen dieser Tingierung. Dieses Wappen wird seit 1982 geführt. |

## Kultur und Sehenswürdigkeiten
Die Burg Falkenfels besitzt einen Bergfried aus dem 13. Jahrhundert.
Die ursprünglich spätromanische kleine Kirche St. Nikolaus wurde um 1717 barockisiert.
Im Gemeindeteil Hirschberg befindet sich das Theater Hirschberg 1c mit dem Puppentheater Karotte. Dort finden regelmäßig Vorstellungen und Ausstellungen statt.

### Flur- und Wegkreuze
Im Jahre 2012 hat sich der Historische Verein Falkenfels e. V. die Aufgabe gestellt die im Gemeindebereich vorhandenen, teilweise aus dem vorigen Jahrhundert stammenden, 27 Flur- und Wegkreuze zu restaurieren. Mit Unterstützung des Amtes für Ländliche Entwicklung in Landau a.d.Isar und Spenden der Falkenfelser wurde die Restaurierung 2015 abgeschlossen.

### Regelmäßige Veranstaltungen
- Feuerwehrball zur Faschingszeit
- Maibaumaufstellen des katholischen Burschenvereins (KBV) am 30. April
- Florianifest der Freiwilligen Feuerwehr an Christi Himmelfahrt
- Christbaumversteigerungen ortsansässiger Vereine im Dezember
- Märkte: Josefimarkt, Johannimarkt

## Wirtschaft und Infrastruktur

### Wirtschaft einschließlich Land- und Forstwirtschaft
Es gab nach der amtlichen Statistik von 2021 im produzierenden Gewerbe 20 und im Bereich Handel und Verkehr keine sozialversicherungspflichtig Beschäftigten am Arbeitsort. Sozialversicherungspflichtig beschäftigte Arbeitnehmer am Wohnort gab es insgesamt 464. Im verarbeitenden Gewerbe gab es keine und im Bauhauptgewerbe gab es drei Betriebe. Zudem bestanden im Jahr 2020 17 landwirtschaftliche Betriebe mit einer landwirtschaftlich genutzten Fläche von 364 ha, davon waren 145 ha Ackerfläche und 220 ha Dauergrünfläche.

### Verkehr
Falkenfels liegt an der Kreisstraße SR 28 zwischen Ascha und Saulburg. Die nächste größere Verkehrsanbindung ist die Bundesstraße 20, welche durch Ascha führt (vier Kilometer entfernt).

### Bildung
Es gibt folgende Einrichtungen (Stand: 1999):
- Kindergärten: 50 Kindergartenplätze mit 29 Kindern

## Persönlichkeiten
- Andreas Tremmel (1891–1949), Politiker (BVP, CSU)